# Guangzhou FC
Guangzhou Football Club (chiń. upr. 广州祖秋朱勒布; chiń. trad. 廣州祖秋朱勒布; pinyin Guǎngzhōu Zúqiú Jùlèbù) – wcześniej znany jako Guangzhou Evergrande Taobao Football Club, chiński klub piłkarski z siedzibą w Guangzhou mający siedzibę w mieście Kanton, stolicy prowincji Guangdong.
Klub został założony w 1954 roku. W 2010 roku Evergrande Real Estate Group zdecydowała się na zakup klubu i wpompowała w zespół znaczne środki. Od razu wywalczyli awans i zdobyli swój pierwszy tytuł mistrzowski w sezonie 2011. Klub jest jedynym chińskim klubem piłkarskim, który dwukrotnie wygrał Ligę Mistrzów AFC, w 2013 i 2015 roku. Klub jest także pierwszym chińskim klubem, który wziął udział w Klubowych Mistrzostwach Świata FIFA, po raz pierwszy występując w 2013 roku. W latach 2011–2019 Guangzhou zdobył osiem tytułów chińskiej Super League.
Według raportu Forbesa z 2016 roku, zespół został wyceniony na 282 mln USD, najwięcej ze wszystkich chińskich drużyn piłkarskich, z odnotowaną stratą operacyjną w wysokości ponad 200 mln USD w 2015 r.

## Historia
Klub został założony w czerwcu 1954. Po przejęciu przez Apollo Group, w styczniu 1993, został pierwszą profesjonalną drużyna piłkarską w Chinach.
21 lutego 2010 klub został zdegradowany do China League One, w związku z aferą korupcyjną. W 2006 Guangzhou miało zapłacić swoim rywalom 200,000 CNY by zapewnić sobie wygraną w meczu na własnym stadionie.
Po wykroczeniu uczestników skazanych na karę więzienia za oszustwa klub został wystawiony na sprzedaż. W dniu 28 lutego 2010 r. Evergrande Real Estate Group przejęła klub za opłatą w wysokości 100 milionów jenów. Xu Jiayin, prezes Evergrande Group, powiedział, że będą pompować więcej funduszy na rynek transferowy. W letnim okienku transferowym 2010 klub pozyskał Sun Xianga, pierwszego chińskiego piłkarza, który grał w Lidze Mistrzów UEFA z PSV Eindhoven i kapitana reprezentacji Chin Zheng Zhi.
W dniu 30 czerwca 2010 r. Guangzhou potwierdziło, że podpisało kontrakt z Muriqui na czteroletnią umowę z Atlético Mineiro, za rekordową w kraju opłatę w wysokości 23 milionów jenów. 30 października 2010 r. Guangzhou po raz drugi zostało mistrzem League One i wróciło do Super League po wygranej 3: 1 z Hunan Billows.

### Krajowa dominacja i międzynarodowy sukces
W sezonie 2011 Guangzhou Evergrande wzmocniło swój skład, kupując Argentyńczyka Dario Concę i Brazylijczyka Cléo. Chociaż drużyna awansowała do Superligi w pierwszym roku, zdobyła tytuł mistrzowski pod koniec września 2011 r., chociaż do rozegrania pozostały jeszcze cztery mecze. W marcu 2012 roku Guangzhou rozegrał i wygrał swój pierwszy mecz w Lidze Mistrzów AFC, pokonując mistrzów Korei Południowej Jeonbuka Hyundai 5: 1. Ponadto, Paragwajczyk Lucas Barrios opuścił mistrza Niemiec Borussię Dortmund latem 2012 roku, aby dołączyć do Guangzhou Evergrande. Marcello Lippi zastąpił Lee Jang-soo na stanowisku głównego trenera i sprowadził południowokoreańskiego obrońcę Kim Young-gwona oraz chińskiego pomocnika Huang Bowena. Guanghzou odpadło z Ligi Mistrzów AFC 2012, kiedy przegrał w dwumeczu 5: 4 z Al-Ittihad w ćwierćfinale. Jako pierwszy chiński zespół awansował do ćwierćfinału od 2006 roku. W sezonie 2012 Guangzhou wygrało ligę po raz drugi z rzędu, stając się pierwszym chińskim zespołem, który dwukrotnie zdobył tytuł Super League z rzędu, jednocześnie zapewniając sobie jeszcze chiński puchar krajowy.
W sezonie 2013 Guangzhou Evergrande wzmocniło swój skład, podpisując kontrakt z chińskim bramkarzem Zeng Chengiem i Brazylijczykiem Elkesonem. Okazało się to korzystne dla Guangzhou, ponieważ jako pierwszy zespół w Chinach wygrał Super League trzy razy z rzędu. Klub wygrał także Ligę Mistrzów AFC 2013, pokonując FC Seoul w finale na zasadzie bramek na wyjeździe, po remisie 2: 2 w pierwszym meczu w Seulu i 1: 1 w rewanżu w Kantonie, stając się pierwszym Strona chińska wygrywa turniej od 1990 roku. Wygrywając Ligę Mistrzów AFC, Kanton zapewnił sobie miejsce w Klubowych Mistrzostwach Świata FIFA 2013, wchodząc do ćwierćfinału, pokonując mistrzów Afryki Al-Ahly 2: 0. W półfinale przegrali z mistrzem Europy Bayernem Monachium 3:0. W meczu o trzecie miejsce klub przegrał z mistrzem Ameryki Południowej Atlético Mineiro 3: 2 i zajął czwarte miejsce. Guangzhou zdobyło czwarty i piąty z rzędu tytuł Chińskiej Superligi odpowiednio w 2014 i 2015 roku. W dniu 21 listopada 2015 roku klub zdobył swoje drugie mistrzostwo kontynentalne, pokonując Al-Ahli 1: 0 w dwumeczu w finale Ligi Mistrzów AFC 2015. W Klubowych Mistrzostwach Świata FIFA 2015 Kanton wygrał 2: 1 z Club América w ćwierćfinale, po czym przegrał 3: 0 z FC Barceloną w półfinale. Do 2020 roku Guangzhou Evergrande zdobyło łącznie osiem mistrzostw Super League, w tym siedem kolejnych tytułów w latach 2011–2017.

### Kłopoty finansowe, degradacja i wykluczenie z ligi
Przed sezonem 2021 nazwa zespołu została zmieniona na Guangzhou FC ze względu na prośbę Chińskiego Związku Piłki Nożnej o „neutralne” nazwy, które pomijałyby odniesienia do inwestorów i firm będących właścicielami klubu. W tym samym roku chiński kryzys finansowy i problemy Grupy Evergrande spowodowały upadek finansowy klubu. Po stracie kilku kluczowych graczy zespół spadł z Superligi w 2022 roku, kończąc dwunastoletni pobyt w najwyższej klasie rozgrywkowej. Na II szczeblu rozgrywkowym Guangzhou FC występowało 2 sezony, po czym zostało wykluczone z ligi.

## Stadion
Guangzhou FC rozgrywa swoje mecze u siebie na stadionie Tianhe, który może pomieścić 54 856 widzów. W kwietniu 2020 roku rozpoczęto prace budowlane nad nowym stadionem piłkarskim Guangzhou Evergrande na 100 000 miejsc. Zakończenie zaplanowano na grudzień 2022 r., aby zdążyć na ceremonię otwarcia Pucharu Azji 2023 AFC. Jednak ze względu na kryzys chińskiego sektora nieruchomości, wywołany przez Grupę Evergrande, projekt został odwołany w połowie 2022 roku.

## Piłkarze

### Pierwszy skład[4]
| Nr | Poz. | Piłkarz          |
| -- | ---- | ---------------- |
| 1  | BR   | Liu Shibo        |
| 3  | OB   | Zhao Wenzhe      |
| 4  | OB   | Chen Quanjiang   |
| 6  | OB   | Li Yang          |
| 7  | NA   | Wei Shihao       |
| 8  | PO   | Zhang Xiuwei     |
| 9  | PO   | Huang Bowen      |
| 10 | PO   | Zheng Zhi        |
| 11 | NA   | Xie Zifeng       |
| 13 | OB   | Wan Likai        |
| 14 | PO   | Zhang Zili       |
| 15 | PO   | Yan Dinghao      |
| 17 | NA   | Yang Liyu        |
| 18 | NA   | Fan Hengbo       |
| 19 | BR   | Zhang Jianzhi    |
| 20 | OB   | Wang Shilong     |
| 21 | PO   | Zheng Shengxiong |
| 22 | NA   | Afrden Asqer     |
| 23 | NA   | Li Jiaheng       |

| Nr | Poz. | Piłkarz          |
| -- | ---- | ---------------- |
| 24 | PO   | He Xinjie        |
| 26 | NA   | Chen Long        |
| 27 | OB   | Wei Suowei       |
| 28 | NA   | Ling Jie         |
| 31 | PO   | Wang Shijie      |
| 32 | BR   | Huo Shenping     |
| 33 | PO   | Cai Mingmin      |
| 34 | PO   | Hou Yu           |
| 35 | OB   | Wang Wenxuan     |
| 36 | OB   | Wei Minghe       |
| 38 | OB   | Chen Rijin       |
| 39 | PO   | Huang Guangliang |
| 40 | PO   | Tan Kaiyuan      |
| 41 | PO   | Xu Bin           |
| 42 | BR   | Zhang Jihao      |
| 43 | OB   | Zhang Chenglin   |
| 44 | OB   | Rong Hao         |
| 45 | PO   | Li Xuepeng       |
| 46 | PO   | Hao Junmin       |

## Sztab Szkoleniowy
| Rola               | Imię i Nazwisko |
| ------------------ | --------------- |
| Trener             | Zheng Zhi       |
| Dyrektor Techiczny | Fu Bo           |
| Asystent Trenera   | Huang Bowen     |
| Asystent Trenera   | Mei Fang        |
| Asystent Trenera   | Zhang Chenglin  |
| Trener Bramkarzy   | Wang Weiman     |

## Historia kadry trenerskiej

### Amatorski okres (1954–1993)
| Trener       | Okres     |
| ------------ | --------- |
| Luo Dizhi    | 1954–1956 |
| Zeng Peifu   | 1956      |
| Zheng Deyao  | 1956      |
| Luo Rongman  | 1956–1961 |
| Li Wenjun    | 1964      |
| Lin Xiaocai  | 1966–1976 |
| Luo Rongman  | 1977      |
| Feng Meilu   | 1977      |
| Luo Rongman  | 1978–1982 |
| Cai Tangyao  | 1983–1984 |
| Chen Yiming  | 1985      |
| Qi Wusheng   | 1986–1988 |
| Xie Zhiguang | 1989      |
| Chen Yiming  | 1990      |
| Zhou Sui'an  | 1991–1993 |

### Profesjonalny okres (1994–nadal)
| Trener                     | Okres                               | Sukces |
| -------------------------- | ----------------------------------- | --- |
| Zhou Sui'an                | 1994 – 7 czerwca 1995               | |
| Zhang Jingtian             | 8 czerwca 1995 – 28 grudnia 1995    | |
| Xie Zhiguang               | styczeń 1996 – 15 kweicień 1996     | |
| Xian Dixiong               | 16 kwietnia 1996 – grudzień 1996    | |
| Chen Yiming                | Styczeń 1997 – 13 sierpnia 1997     | |
| Mai Chao                   | 13 siepień 1997 – 12 czerwca 1998   | |
| Chen Xirong                | 12 czerwca 1998 – 4 maja 1999       | |
| Zhao Dayu                  | 5 maja 1999 – grudzień 1999         | |
| Gildo Rodrigues            | styczeń 2000 – 19 kwietnia 2000     | |
| Zhou Sui'an                | 19 kwietnia 2000 – 23 września 2000 | |
| Edson Tavares (tymczasowy) | 13 listopada 2000 – 11 grudnia 2000 | |
| Liu Kang                   | 11 grudzień2000 – 25 lipca 2001     | |
| Zhou Sui'an                | 25 lipca 2001 – 2 września 2002     | |
| Wu Qunli                   | 2 września 2002 – 19 grudnia 2002   | |
| Zhou Sui'an                | 19 grudnia 2002 – 18 lutego 2003    | |
| Mai Chao                   | 18 lutego 2003 – 31 grudnia 2005    | |
| Drago Mamić (tymczasowy)   | 25 listopada 2005 – 25 lutego 2006  | |
| Qi Wusheng                 | 25 lutego 2006 – 31 grudnia 2006    | |
| Shen Xiangfu               | 4 stycznia 2007 – 30 listopada 2009 | China League One (2007) |
| Peng Weiguo (tymczasowy)   | 1 grudnia 2009 – 25 marca 2010      | |
| Lee Jang-soo               | 25 marca 2010 – 16 maja 2012        | China League One (2010) Chinese Super League (2011) Chinese FA Super Cup (2012) |
| Marcello Lippi             | 17 maja 2012 – 2 listopada 2014     | Chinese Super League (2012) Chinese FA Cup (2012) Chinese Super League (2013) AFC Champions League (2013) Chinese Super League (2014)                                                         |
| Fabio Cannavaro            | 5 listopada 2014 – 4 czerwca 2015   | |
| Luiz Felipe Scolari        | 4 czerwca 2015 – 5 listopada 2017   | Chinese Super League (2015) AFC Champions League (2015) Chinese FA Super Cup (2016) Chinese Super League (2016) Chinese FA Cup (2016) Chinese FA Super Cup (2017) Chinese Super League (2017) |
| Fabio Cannavaro            | 9 listopada 2017 – 28 września 2021 | Chinese FA Super Cup (2018) Chinese Super League (2019) |
| Zheng Zhi (Tymczasowy)     | 7 grudnia 2021 – Styczeń 2022       | |
| Liu Zhiyu                  | 1 maja 2022 – 13 sierpnia 2022      | |
| Zheng Zhi                  | 13 sierpnia 2022 – nadal            | |

## Sukcesy
- Chinese Super League

Zwycięzcy (8): 2011, 2012, 2013, 2014, 2015, 2016, 2017, 2019
Drugie miejsce (4): 1992, 1994, 2018, 2020
- China League One

Zwycięzcy (5): 1956, 1958, 1981, 2007, 2010
Drugie miejsce (2): 1983, 1990
Trzecie miejsce (2): 2003, 2006
- Puchar Chin

Zwycięzcy (2): 2012, 2016
Drugie miejsce (1): 1991, 2013
- Superpuchar Chin

Zwycięzcy (4): 2012, 2016, 2017, 2018
Drugie miejsce (3) 2013, 2014, 2015
- Liga Mistrzów

Zwycięzcy (2): 2013, 2015
- Klubowe Mistrzostwa Świata

Czwarte miejsce (2): 2013, 2015